# ヌーオロ県

ヌーオロ県
Provincia di Nuoro

ヌーオロ県（ヌーオロけん、イタリア語: Provincia di Nuoro）は、イタリア共和国サルデーニャ自治州に属する県の一つ。県都はヌーオロ（ヌオロ）。
2016年9月現在、サルデーニャ州では県級行政区画統廃合のプロセスが進められており、地方自治上は過渡期にある。2016年、ヌーオロ県は旧オリアストラ県を編入した。

## 名称
標準イタリア語以外の言語では以下の名称を持つ。
- サルデーニャ語: provìntzia de Nùgoro

## 地理

### 位置・広がり
サルデーニャ島の中央部から北東方向に延びる形状を持つ県である。県の北東部では東にティレニア海に面する。
県都ヌーオロは県中央部の内陸に位置する都市である。トルトリから西北西へ約52km、オルビアから南南西へ約69km、オリアストラから北西へ約78km、サッサリから南東へ約79km、州都カリャリから北へ約123kmの距離にある。
隣接する県は以下の通り。
- オルビア＝テンピオ県 - 北
- オリアストラ県 - 南東
- カリャリ県 - 南
- オリスターノ県 - 西
- サッサリ県 - 北西

### 地勢
オリアストラ県との境界にあるジェンナルゲントゥ山 (Gennargentu) （1,834m）は、サルデーニャ島の最高峰である。
- オロゼーイの海岸
- Gusana湖とジェンナルゲントゥ山

### 主要な都市
2001年に行われた居住地区（Località abitata）別人口統計によれば、人口5000人以上の都市・集落は以下の通り。（　）内は所属自治体名を示すが、都市・集落名と同一の場合は省いた。
- ヌーオロ - 36,320人
- マコメール - 11,010人
- シニスコーラ - 7,793人
- オリエーナ - 7,554人
- ドルガーリ	- 6,911人
- オロゼーイ - 5,245人

- ヌーオロ
- マコメール

## 歴史
ヌーオロ地域における人類の定住は紀元前3千年紀にさかのぼり、Domus de Janasと呼ばれる墳墓の跡が残されている。
30以上のヌラーゲ遺跡があることから、ヌーオロ地域はヌラーゲ文化（サルデーニャに紀元前1500年頃から紀元前250年頃まで栄えた文化）の中心地であったと考えられている。たとえば、ヌーオロ郊外のタンカ・マンナ（Tanca Manna）には、800戸ほどからなる集落遺跡が見つかっている。
ヌーオロ地域には、カラリス（カリャリ）とウルビア（オルビア）を結ぶローマ街道が通過していた。ローマ人による支配の痕跡は、サルデーニャ語の中にさまざまに残されており、今日もヌーオロで話されている。サルデーニャ語ヌーオロ方言 (Logudorese dialect) は、ロマンス諸語の中でも最も保守的な言語と見なされている。
西ローマ帝国の崩壊後、サルデーニャははじめヴァンダル人の、次いで東ローマ帝国の支配下に入った。ローマ教皇グレゴリウス1世（在位: 590年 - 604年）の書簡によれば、サルデーニャ島の内陸部では、ローマ化・キリスト教化された文化と異教徒の文化が共存していたという。東ローマ帝国の支配力が弱体化すると、サルデーニャ島ではジュディカーティたちが登場した。
行政区画としてのヌーオロ県は、1927年に発足した。2001年7月12日の州法第9条によって、サルデーニャ自治州の県の再編が行われた。これに際して、ヌーオロ県のコムーネが以下の県に移動した。
- オリアストラ県 - オリアストラ県の23のコムーネ。
- オルビア＝テンピオ県 - 2つのコムーネ。 ブドーニと サン・テオドーロ
- カリャリ県 - 13のコムーネ。エスカラプラーノ、エスコルカ、 エステルツィーリ、ジェルジェーイ、イジーリ、 ヌラーグス、 ヌラッラーオ、ヌッリ、オッローリ、サーダリ、 セッリ、 セウーロ、ヴィッラノーヴァ・トゥーロ。
- オリスターノ県 - 10のコムーネ。ボーザ、 フルッシーオ、 ジェノーニ、ラーコニ、 マゴマーダス、 モードロ、 モントレスタ、 サーガマ、スーニ、ティンヌーラ。

## 行政区画
ヌーオロ県には、55のコムーネが属する。主要なコムーネ（上位10位）は下表の通り。左端の数字はISTATコードを示す。人口は2011年1月1日現在。
| コード | 自治体名     | 人口   |
| ------ | ------------ | ------ |
| 091051 | ヌーオロ     | 36,347 |
| 091085 | シニスコーラ | 11,687 |
| 091044 | マコメール   | 10,672 |
| 091017 | ドルガーリ   | 8,544  |
| 091055 | オリエーナ   | 7,418  |
| 091063 | オロゼーイ   | 6,904  |
| 091062 | オルゴーゾロ | 4,418  |
| 091024 | フォンニ     | 4,104  |
| 091009 | ビッティ     | 3,074  |
| 091061 | オラーニ     | 3,044  |

## 文化・観光
ジェンナルゲントゥ国立公園 (Gennargentu National Park) がある。

## 人物

### 著名な出身者
- グラツィア・デレッダ - 詩人・小説家、ノーベル文学賞受賞者。ヌーオロ出身。